# 島本啓輔
島本 啓輔（しまもと けいすけ、1987年 - ）は、徳島県出身の大学受験アドバイザー、精神科医、東京女子医科大学神経精神科助教。精神保健指定医、日本精神神経学会専門医、産業医の資格を持っている。

## 来歴
徳島県の公立中学に入学し、中学入学直後に実施された定期試験では学年350人中200位程度の順位であった。中学1年時の1学期まではまじめに授業を出ていたものの、中学入学後から増えた勉強量や勉強する意味を感じられず、また周りにいたまじめに授業を受けない多くの同級生に流されたことなどから、毎日遊び歩く生活を送る。高校受験の時になってもそもそも高校に進学するつもりはなく、半ば周りから強制的に受験させられ、地元の工業高校に入学をする。その後、毎日早起きして通学するのが苦痛だったため中退することを考えていた時に、ある日の集会で校則違反を注意されて帰宅を指示される。そのことがきっかけとなって高校へ登校せずにそのまま1週間余りで高校を中退をする。
中退後は学校から解放されて遊び歩いていたものの飽きるようになり、また遊ぶ金欲しさにアルバイトをしたものの退屈な仕事が多く、長続きすることがなかった。17歳の夏のころに将来のことや定職に就くことを考え、当時読んでいた小説やドラマに影響されて精神科医になることを志す。ただし、当時の島本は一般常識がなかったため、精神科医は医師とは別の職業でもっと簡単な資格で就業できるのではないかと考えており、のちに精神科医には医師免許が必要であることに気が付いて躊躇ったものの、一度やると決めたことでとりあえずやれるところまでやろうと思い勉強を開始した。
高校を中退していてた島本は大学受験資格を得るために再度高校に入学し直すことを考えたが、再び3年間高校に通い直すことが無駄だと感じられたため、高等学校卒業程度認定試験を受験することを決意する。また、塾や予備校に通うことを検討したものの、中学の勉強すらまともにやってこなかった島本は、書店の参考書コーナーへ行き中学生用と高校生用の参考書を購入して自力で勉強する方法を選択した。17歳の夏に勉強を開始したのち、約1年後に高等学校卒業程度認定試験に合格し、その1年半後の19歳の春に広島大学医学部に入学した。この時の入試の成績は学年90人中4位であった。
入学後も受験勉強時と同様の勉強法を継続して、医学部4年時に実施されるCBTでは学年100人中2位、6年時の医師国家試験では全国6495人中43位と良好な成績を獲得した。医学生時代から基礎医学から神経領域を好み、国家試験の神経内科が楽しかったことから、2年間の初期臨床研修では合計6か月ほど神経内科をローテートしていたものの、神経内科の臨床に物足りなさを感じる。その時に東京女子医科大学病院の精神科から入局の勧誘を受け、入局。医師5年目の7月に吉祥寺病院に出向する。2021年から手賀沼病院に再出向(～2022年5月)。のちに東京女子医科大学病院へ戻り、2023年4月より埼玉県さいたま市の大宮厚生病院。

## 略歴
略歴は以下の通りである。
- 2013年3月 広島大学医学部医学科卒業
- 2013年4月～2017年6月 東京女子医科大学病院
- 2017年7月～2018年3月 吉祥寺病院
- 2018年4月～2018年5月 東京女子医科大学病院
- 2018年6月～2019年6月 東京女子医科大学八千代医療センター
- 2020年6月～2022年5月 手賀沼病院
- 2022年6月～2023年3月 東京女子医科大学病院
- 2023年4月～ 大宮厚生病院

## 著書
- 『独学で国立大医学部に合格する勉強法』エール出版社、2009年4月17日。
- 『独学で国立大医学部に合格する勉強法 改訂新版』エール出版社、2011年6月20日。
- 『独りで学ぶ　医学部受験の科目別勉強法』エール出版社、2011年7月18日。
- 『独りで学ぶ　医学部受験の総合的勉強法』エール出版社、2011年7月18日。
- 『独学で国立大医学部に合格する勉強法　改訂３版』エール出版社、2015年4月2日。